# Ейнар Вігма
Ейнар Вігма (до 1936 — Вігман; 19 вересня 1893, Куопіо — 5 серпня 1944, Ігантала) — фінський військовий діяч, генерал-майор. Кавалер Ордену Хрест Маннергейма. Під час Війни-Продовження начальник 6-ї дивізії Фінської Армії. Загинув під час битви при Талі-Ігантала.

## Життєпис
Фінський військовик, генерал-майор, учасник громадянської війни у Фінляндії, совєцько-фінської війни, Другої світової війни.
Вігма розпочав свою військову кар'єру в 1915 р., приєднавшись до Єгерського руху.
У 1917 прибув до Фінляндії на німецькому підводному човні «SM UC-57» для боротьби на боці «білих» під час громадянської війни Фінляндії.
Після війни працював керівником фінської кадетської школи між (1933—1936) та керівником Білої гвардії (1936—1939).
Під час Зимової війни спочатку служив командиром бригади, а згодом командиром дивізії на західному Карельському перешийку.
Нагороджений хрестом Маннергейма в 1941 р. Під час совєцько-фінської війни брав участь у повторному визволенні Виборга, а пізніше в битві при Талі-Ігантала, де відзначився, зумівши зупинити наступ у своєму секторі. Загинув у бою.

## Нагороди

### Фінляндія
- Залізний хрест заслуг шюцкору
- Єгерський хрест
- Пам'ятна медаль визвольної війни
- Орден Хреста Свободи
  - 3-го класу з мечами
  - 1-го класу з мечами
  - 1-го класу з дубовим листям
- Орден Білої троянди (Фінляндія), командорський хрест
- Пам'ятна медаль Зимової війни
- Хрест Маннергейма 2-го класу

### Німеччина
- Залізний хрест 2-го класу
- Почесний хрест ветерана війни з мечами
- Застібка до Залізного хреста 2-го класу
- Залізний хрест 1-го класу